# Jadwiga Strzałecka
Jadwiga Strzałecka, néé Mańkowska le 17 septembre 1903 à Rudki en Pologne et décédée le 19 décembre 1950 à Paris, était une éducatrice polonaise.

## Biographie
Elle est la fille du comte Théodore Mankowski et de la comtesse Anna Kokoszka-Michałowska. Dans les années 1920-1924, elle était en noviciat de la Congrégation des Ursulines. En 1935, elle a épousé à Paris l'artiste-peintre Janusz Strzałecki. Après leur retour en Pologne, ils ont vécu avec ses parents à Rudki.
Jadwiga Strzałecka a fondé en 1938 à Zakopane un préventorium pour enfants menacés par la tuberculose. Au cours de la Seconde Guerre mondiale, elle a organisé et géré à Varsovie une maison pour les orphelins de guerre. Grâce à la coopération avec le Commission d'Aide aux Juifs ("Żegota") de la résistance polonaise, orphelinat est devenu un refuge pour de nombreux enfants juifs, qui ont représenté près de la moitié des enfants. Jadwiga acceptait les enfants, y compris les enfants du ghetto de Varsovie, sans égard à leur apparence et les contrôles fréquents des autorités allemandes.
Après la chute de l'Insurrection de Varsovie en 1944, le personnel et les enfants ont été expulsés de Varsovie. Sur le chemin vers un camp de transition de Pruszkow, ils ont réussi à se cacher et repartir vers Cracovie. Avec le soutien de "Żegota" orphelinat a été installé à Poronin jusqu'à la fin de la guerre.
Après la guerre, elle a déménagé à Paris, où en 1947, elle est morte d'un cancer du larynx.
Avec son mari Janusz, elle a obtenu le 10 juillet 1973, à titre posthume, le titre de Juste parmi les Nations.